# Arnošt Bart-Brězynčanski

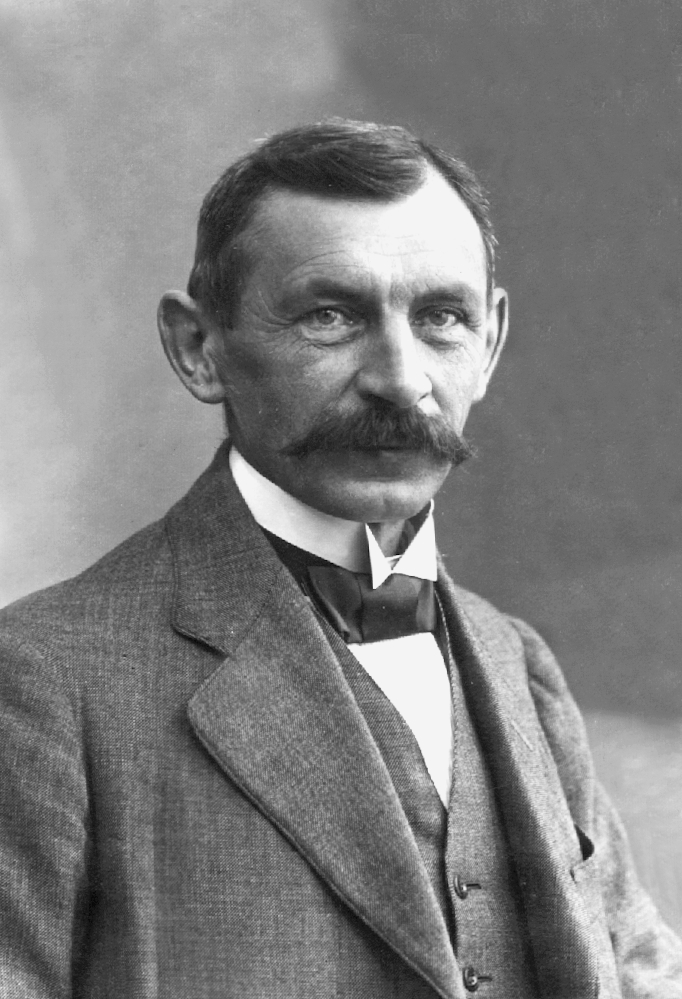
Arnošt Bart (um 1925)

Arnošt Bart-Brězynčanski (deutsch Ernst August Barth; * 29. August 1870 in Litten bei Kubschütz; † 15. Februar 1956 in Briesing bei Niedergurig) war ein sorbischer Politiker und nationaler Aktivist. Er gehörte 1912 zu den Mitbegründern des sorbischen Dachverbandes Domowina und war bis 1927 dessen erster Vorsitzender.
Sein Beiname Brězynčanski stammt vom Namen seines Wohnortes Briesing (sorbisch Brězynka).

## Leben
Arnošt Bart entstammte einer sorbischen Kleinbauernfamilie. Von 1885 bis 1888 absolvierte er eine Ausbildung an der Handelsschule in Bautzen. Danach unternahm er eine große Reise durch Europa, die ihn unter anderem nach Frankreich, Russland sowie Österreich-Ungarn führte. Unterwegs lernte der junge Bart begeistert Französisch, Russisch und Tschechisch.
Zurückgekehrt in seine Oberlausitzer Heimat trat Bart 1890 in die Maćica Serbska ein. 1911 wurde er in den letzten Landtag des Königreichs Sachsen gewählt. Als fraktionsloser Abgeordneter trat er vor allem für die kulturellen und sozialen Belange der sorbischen Landbevölkerung ein. Dabei vertrat Bart konservativ-christliche Überzeugungen. Ihm ging es vor allem darum, die sorbischen Klein- und Mittelbauern zu fördern. Zeitweise schloss er sich als Hospitant der Fraktion der sächsischen Konservativen an.
1912 war Bart Mitbegründer des sorbischen Dachverbandes Domowina. Als erster Vorsitzender wollte er die neue Vereinigung zu einer starken Interessenvertretung des sorbischen Volkes entwickeln. Der Ausbruch des Ersten Weltkrieges verhinderte dies, nicht zuletzt weil auch viele national aktive Sorben zum Militär eingezogen wurden.
Nach der Novemberrevolution in Sachsen gehörte Arnošt Bart im November 1918 zu den Mitbegründern des Sorbischen Nationalausschusses. Mit Bezugnahme auf das 14-Punkte-Programm des US-Präsidenten Thomas Woodrow Wilson forderte der Nationalausschuss auch für die Sorben mehr Selbstbestimmungsrechte und politische Autonomie. Über Monate blieb dabei unklar, ob Bart und seine Mitstreiter die sorbische Autonomie eher innerhalb des Deutschen Reiches oder aber durch den Anschluss der Lausitz an den gerade gegründeten tschechoslowakischen Staat verwirklichen wollten. Bart verhandelte im Dezember 1918 mit der Regierung in Dresden und hohen Beamten in der Oberlausitz über mehr Rechte für die Sorben; gleichzeitig knüpfte er Kontakte mit der tschechoslowakischen Regierung, von der er sich Unterstützung für die sorbischen Belange erhoffte. Innerhalb der sorbischen Bevölkerung konnte der Nationalausschuss jedoch nur wenige Unterstützer für seine politischen Ziele gewinnen.

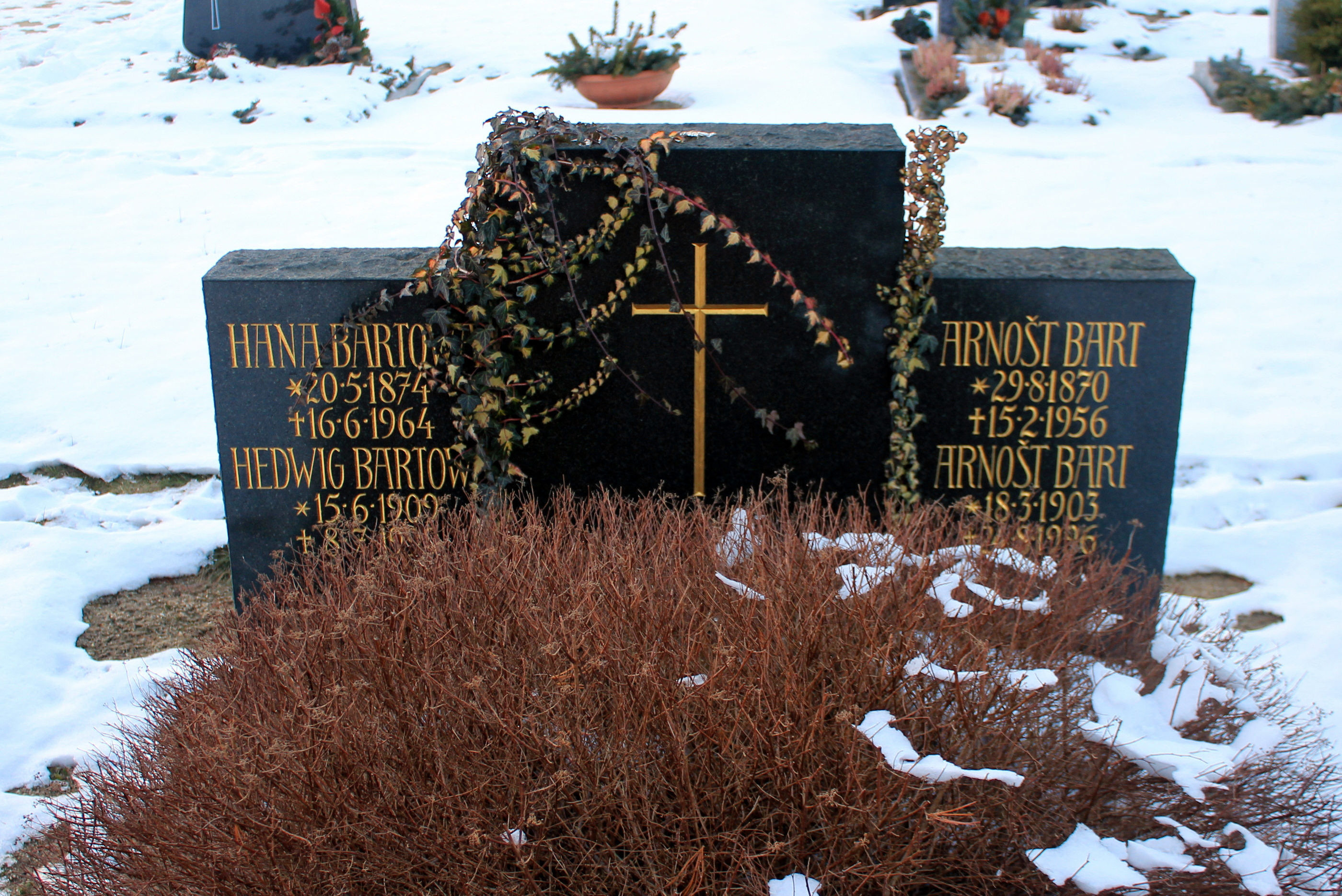
Grab von Arnošt Bart auf dem Friedhof in Niedergurig

Im Januar 1919 reiste Bart über Prag zur Pariser Friedenskonferenz. Er versuchte dort die tschechoslowakische Delegation zu bewegen, auch im Namen der Sorben zu verhandeln. Er blieb bis Anfang April in Prag, ohne etwas Entscheidendes zu erreichen. Als er nach Deutschland zurückkehrte, wurde er wegen hochverräterischer Umtriebe verhaftet und 1920 vom Reichsgericht in Leipzig zu drei Jahren Festungshaft verurteilt, von denen er die Hälfte absitzen musste.
Nach seiner Haftentlassung engagierte Bart sich in der Lausitzer Volkspartei. 1933 ließen ihn die Nazis für kurze Zeit inhaftieren. 1935 wurde er aus seiner Lausitzer Heimat verbannt, 1944/45 war er in Gestapo-Haft.
Nach Kriegsende beteiligte sich Bart am Wiederaufbau der sorbischen Institutionen in der Lausitz. Als Konservativer, der den Sozialismus nicht allzu sehr schätzte, spielte er in der neu gegründeten DDR für die Sorben aber keine politische Rolle mehr.